# Jeremi Stępiński
Jeremi Stępiński (ur.: 19 lipca 1964) – polski brydżysta, Arcymistrz Międzynarodowy.

## Wyniki brydżowe

### Zawody krajowe
W rozgrywkach krajowych zdobywał następujące lokaty:
| Drużynowe mistrzostwa Polski | Drużynowe mistrzostwa Polski | Drużynowe mistrzostwa Polski |
| Rok                          | Drużyna                      | Pozycja                      |
| ---------------------------- | ---------------------------- | ---------------------------- |
| 2006                         | Praterm Warszawa             | 3                            |
| 2005                         | Praterm Warszawa             | 3                            |
| 2004                         | Praterm Warszawa             | 3                            |

| Mistrzostwa Polski par | Mistrzostwa Polski par | Mistrzostwa Polski par | Mistrzostwa Polski par |
| Rok                    | Kategoria              | Partner                | Pozycja                |
| ---------------------- | ---------------------- | ---------------------- | ---------------------- |
| 1995                   | Miksty                 | Anna Kowalska          | 1                      |
| 1993                   | IMP                    | Wiesław Sycz           | 1                      |

### Zawody światowe
W światowych zawodach zdobył następujące lokaty:
| Mistrzostwa Świata. Konkurencja teamów | Mistrzostwa Świata. Konkurencja teamów | Mistrzostwa Świata. Konkurencja teamów | Mistrzostwa Świata. Konkurencja teamów | Mistrzostwa Świata. Konkurencja teamów | Mistrzostwa Świata. Konkurencja teamów |
| Rok                                    | Miejsce                                | Zawody                                 | Kategoria                              | Drużyna                                | Pozycja                                |
| -------------------------------------- | -------------------------------------- | -------------------------------------- | -------------------------------------- | -------------------------------------- | -------------------------------------- |
| 2007                                   | Szanghaj                               | 38. Mistrzostwa Świata Teamów          | Trans                                  | Auto-Hit Warszawa                      | 24                                     |
| 2006                                   | Werona                                 | 12. Mistrzostwa Świata                 | Open                                   | Otvosi                                 | 65                                     |
| 2005                                   | Estoril                                | 37. Mistrzostwa Świata Teamów          | Trans                                  | Mano                                   | 42                                     |

| Mistrzostwa Świata. Konkurencja par | Mistrzostwa Świata. Konkurencja par | Mistrzostwa Świata. Konkurencja par | Mistrzostwa Świata. Konkurencja par | Mistrzostwa Świata. Konkurencja par | Mistrzostwa Świata. Konkurencja par |
| Rok                                 | Miejsce                             | Zawody                              | Kategoria                           | Partner                             | Pozycja                             |
| ----------------------------------- | ----------------------------------- | ----------------------------------- | ----------------------------------- | ----------------------------------- | ----------------------------------- |
| 1998                                | Lille                               | 10. Mistrzostwa Świata              | Miksty                              | Wilga Zakrezewska                   | 142                                 |

### Zawody europejskie
W europejskich zawodach zdobył następujące lokaty:
| Zawody europejskie. Konkurencja teamów | Zawody europejskie. Konkurencja teamów | Zawody europejskie. Konkurencja teamów | Zawody europejskie. Konkurencja teamów | Zawody europejskie. Konkurencja teamów | Zawody europejskie. Konkurencja teamów |
| Rok                                    | Miejsce                                | Zawody                                 | Kategoria                              | Drużyna                                | Pozycja                                |
| -------------------------------------- | -------------------------------------- | -------------------------------------- | -------------------------------------- | -------------------------------------- | -------------------------------------- |
| 2005                                   | Teneryfa                               | 2. Otwarte Mistrzostwa Europy          | Open                                   | Miroglio                               | 2                                      |
| 2000                                   | Bellaria                               | 6. Mistrzostwa Europy Mikstów          | Miksty                                 | Ratyński                               | 28                                     |
| 1998                                   | Akwizgran                              | 5. Mistrzostwa Europy Mikstów          | Miksty                                 | Chodorowska                            | 53                                     |

| Zawody europejskie. Konkurencja par | Zawody europejskie. Konkurencja par | Zawody europejskie. Konkurencja par | Zawody europejskie. Konkurencja par | Zawody europejskie. Konkurencja par | Zawody europejskie. Konkurencja par |
| Rok                                 | Miejsce                             | Zawody                              | Kategoria                           | Partner                             | Pozycja                             |
| ----------------------------------- | ----------------------------------- | ----------------------------------- | ----------------------------------- | ----------------------------------- | ----------------------------------- |
| 2005                                | Teneryfa                            | 2. Otwarte Mistrzostwa Europy       | Open                                | Arūnas Jankauskas                   | 52                                  |
| 2001                                | Sorrento                            | 11. Mistrzostwa Europy Par          | Open                                | Janusz Kalida                       | 214                                 |
| 2000                                | Bellaria                            | 6. Mistrzostwa Europy Mikstów       | Mikst                               | Ewa Kater                           | 172                                 |
| 1999                                | Warszawa                            | 10. Mistrzostwa Europy Par          | Open                                | Marcin Krupowicz                    | 136                                 |
| 1998                                | Akwizgran                           | 5. Mistrzostwa Europy Mikstów       | Mikst                               | Maria Kowalska                      | 36                                  |
| 1997                                | Haga                                | 9. Mistrzostwa Europy Par           | Open                                | Włodzimierz Ilnicki                 | 85                                  |
| 1996                                | Monte Carlo                         | 4. Mistrzostwa Europy Mikstów       | Mikst                               | Maria Kowalska                      | 9                                   |
| 1995                                | Rzym                                | 8. Mistrzostwa Europy Par           | Open                                | Bartosz Chmurski                    | 45                                  |
| 1993                                | Bielefeld                           | 7. Mistrzostwa Europy Par           | Open                                | Zygmunt Wojas                       | 247                                 |